# أم سرحه (عفيف)
هذا القالب يجب أن يُنسخ; استبدل بـ{{نقل}} {{نسخ:نقل}}

مركز أم سرحة هو مركزٌ إداري تابعٌ لمحافظة عفيف في منطقة الرياض ، وتصنف من فئة (ب) ورمزها 1361.